# Rhythm Divine
Rhythm Divine (englisch für „Göttlicher Rhythmus“) ist ein Lied des spanisch-US-amerikanischen Pop-Sängers Enrique Iglesias aus dem Jahr 1999. Das Stück wurde im gleichen Jahr in spanischer Sprache unter dem Titel Ritmo total veröffentlicht.

## Hintergrund
Das Lied wurde von Paul Barry und Mark Taylor geschrieben beziehungsweise komponiert. Taylor zeichnete darüber hinaus, zusammen mit Brian Rawling, für die Produktion verantwortlich.
Die Erstveröffentlichung von Rhythm Divine erfolgte als Single am 9. Oktober 1999. Am 23. November 1999 erschien es als Teil von Enrique Iglesias’ vierten Studioalbum Enrique.

## Musikvideo
Das Musikvideo in Originalsprache zählte bis August 2023 über 28 Millionen Aufrufe auf YouTube, das Video zur spanischen Version Ritmo total über 6,7 Millionen.

## Rezeption

### Chartplatzierungen
| ChartsChartplatzierungen       | Höchstplatzierung | Wochen |
| ------------------------------ | ----------------- | ------ |
| Deutschland (GfK)              | 24 (14 Wo.)       | 14     |
| Österreich (Ö3)                | 17 (9 Wo.)        | 9      |
| Schweiz (IFPI)                 | 11 (30 Wo.)       | 30     |
| Spanien (Promusicae)           | 1 (14 Wo.)        | 14     |
| Vereinigte Staaten (Billboard) | 32 (17 Wo.)       | 17     |
| Vereinigtes Königreich (OCC)   | 45 (2 Wo.)        | 2      |

| ChartsJahrescharts (1999) | Platzierung |
| ------------------------- | ----------- |
| Spanien (Promusicae)      | 10          |

| ChartsJahrescharts (2000) | Platzierung |
| ------------------------- | ----------- |
| Schweiz (IFPI)            | 73          |

### Auszeichnungen für Musikverkäufe
| Land/Region       | Auszeichnungen für Musikverkäufe (Land/Region, Auszeichnung, Verkäufe) | Verkäufe |
| ----------------- | ---------------------------------------------------------------------- | -------- |
| Neuseeland (RMNZ) | Gold                                                                   | 5.000    |
| Insgesamt         | 1× Gold ·                                                              | 5.000    |

Hauptartikel: Enrique Iglesias/Auszeichnungen für Musikverkäufe